# Zwarte Piet

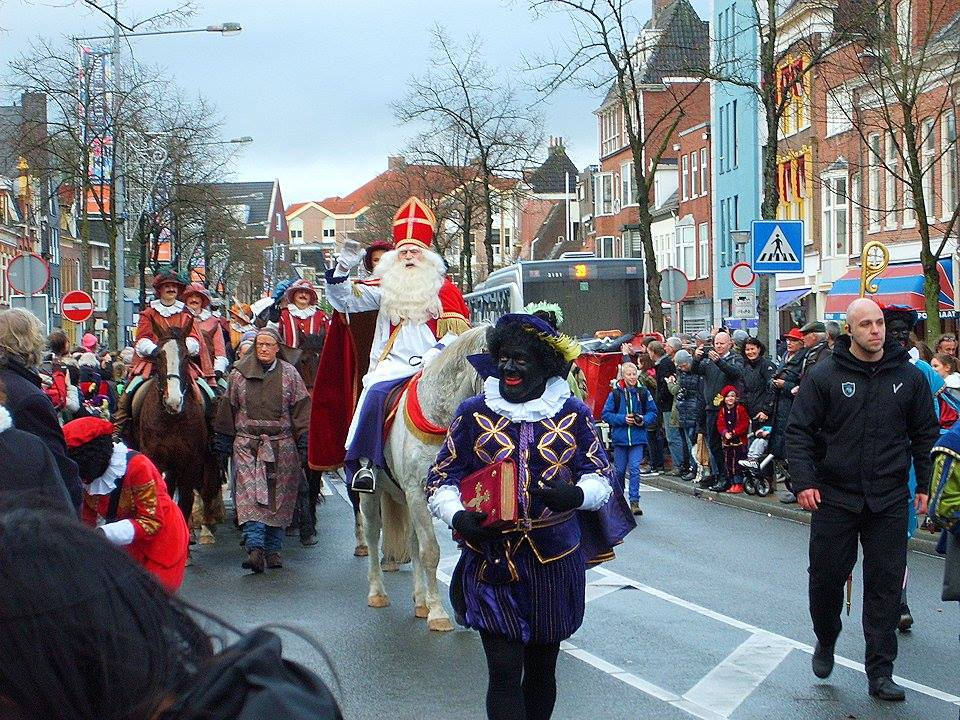
Sinterklaas wird in der nordniederländischen Stadt Groningen empfangen (2015). Dem Bischofsdarsteller zu Pferd geht ein traditioneller Zwarte Piet mit schwarzer Gesichtsfarbe voran. Nach einem Zug durch die Stadt trifft Sinterklaas den Bürgermeister. Rechts im Bild sieht man einen Wachmann.

Der Zwarte Piet (niederländisch; westfriesisch Swarte Pyt, „Schwarzer Peter“) oder Piet ist in den Niederlanden und Flandern der Helfer des Sinterklaas, des Heiligen Nikolaus in der niederländischen Überlieferung. Der im November und Dezember allgegenwärtige Zwarte Piet ist außerordentlich beliebt in der Bevölkerung, das Sinterklaasfest ist überhaupt wesentlich wichtiger als Weihnachten.
Der Zwarte Piet war ursprünglich eine Schreckfigur der niederländischen Folklore, ohne Bezug zum Sinterklaasbrauchtum. Eingang in den Nikolausbrauch fand diese erst Mitte bzw. (namentlich) gegen Ende des 19. Jahrhunderts. Ab dieser Zeit hatte sie eine ähnliche Funktion wie Knecht Ruprecht, Schmutzli oder Krampus: das Bestrafen böser Kinder anstelle des sich körperlich zurückhaltenden Heiligen. In Frankreich und im französischsprachigen Teil Belgiens heißt diese Figur Père Fouettard. Im 20. Jahrhundert wurde aus dem einzelnen Helfer eine Gruppe von Zwarte Pieten, die dem Sinterklaas zur Seite stehen. Die Gesichter der Darsteller sind braun oder schwarz geschminkt, getragen wird bunte festliche Kleidung, die an Diener des 16. Jahrhunderts erinnert.
Seit dem Jahr 2013 häuft sich die Kritik, ob die Figur des Zwarte Piet (als ein Fall von Blackface) rassistisch geprägt sein könne. Anlass war die Forderung der jamaikanischen Professorin für Sozialgeschichte Verene Shepherd, Mitglied einer Arbeitsgruppe bei dem Hohen Kommissar der Vereinten Nationen für Menschenrechte (UNHCHR), das Sinterklaasfest mitsamt dem Zwarte Piet abzuschaffen. Auf die Vorwürfe wurde in der Bevölkerung emotional reagiert. Seitdem gibt es alternative Kostümierungen, in denen das Schwarz im Gesicht nur als Ruß angedeutet wird oder die Darsteller in anderen Farben wie Grün oder Rot geschminkt sind. Die Figur wird häufiger nur noch Piet und nicht mehr Zwarte Piet genannt.

## Funktion und Merkmale

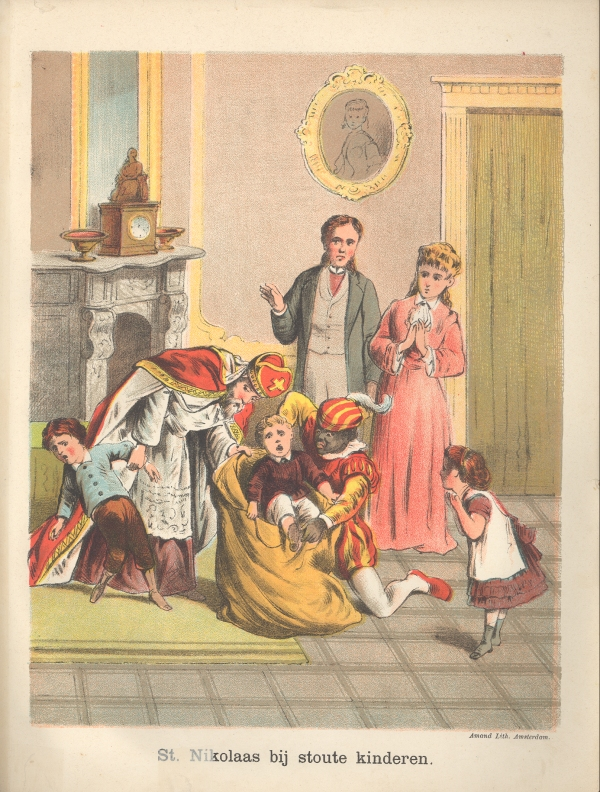
St. Nikolaas en zijn knecht bei einer disziplinarischen Maßnahme, um 1885

Das Sinterklaasfest am 5. Dezember ist die beliebteste Volkstradition in den Niederlanden, wie 2010 eine Umfrage ergeben hat. In seiner heutigen Form ist es in den Niederlanden und Flandern einzigartig. Es ist vor allem ein Kinderfest, an dem auch Erwachsene teilnehmen. Der Tradition nach bringen Sinterklaas und Zwarte Piet während des Sinterklaasfestes am 5. Dezember Geschenke. Zwarte Piet klettert dabei durch die Schornsteine der Häuser – in denen die Menschen schlafen – und verteilt Süßigkeiten. Zudem tritt er als Helfer des Sinterklaas auf, um sein Buch oder seinen Stab festzuhalten, sein Pferd zu leiten, oder sonstige Arbeit für ihn zu verrichten.

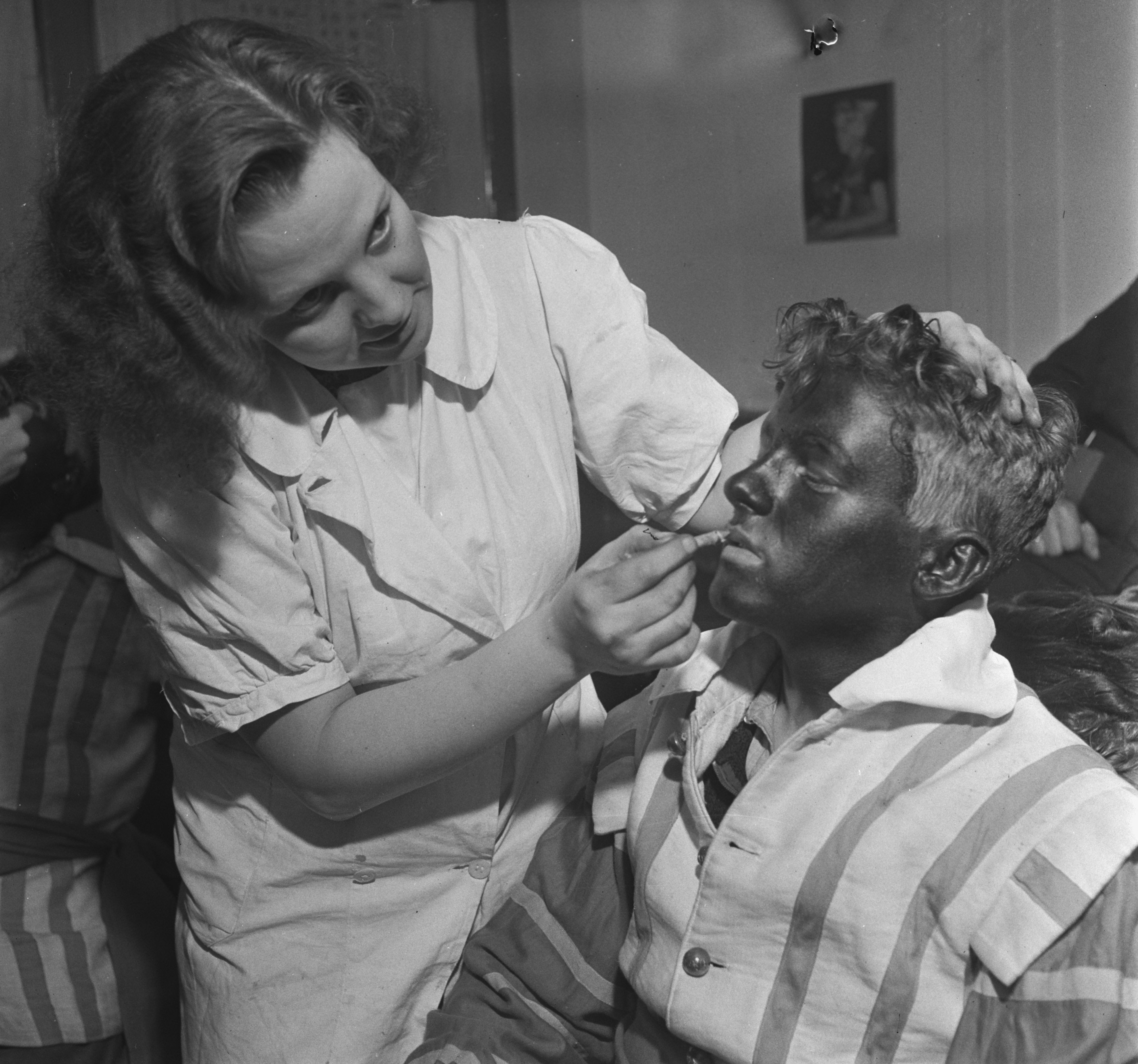
Ein Mann wird zum Zwarte Piet geschminkt, Amsterdam, 30. November 1945

Bis in die 1970er-Jahre hatte der Zwarte Piet oft eine Rute bei sich, mit der er böse Kinder bestrafte. Die Rute sieht man heutzutage nur noch sehr selten in der Hand des Zwarte Piet. Obwohl sie als Attribut noch vorhanden ist, wird sie nicht mehr benutzt.
Manche Kinder haben Angst vor dem Zwarte Piet, denn in dem Buch des Sinterklaas sind alle bösen Taten vermerkt. Zudem behaupteten einige Eltern gegenüber ihren Kindern, dass Zwarte Piet die störrischen Kinder in einem Jutesack mit nach Spanien nehme.
In der jüngeren Zeit sind Sinterklaas und Zwarte Piet schon Wochen vor dem 5. Dezember in den Innenstädten zu sehen, häufig in der Nähe von Kaufhäusern. Mitte November hält der Sinterklaas festlichen Einzug in eine bestimmte Stadt, was vom Fernsehen übertragen wird. Vor allem derjenige Sinterklaas, der im Sinterklaasjournaal des Kinderfernsehens gezeigt wird, hat viele Zwarte Pieten als Helfer. Pieten haben unterschiedliche Aufgaben erhalten, wie Einkauf, Einpacken, Transport usw. Auch kennt man nun einen Leiter der Pieten, den sogenannten „Hauptpiet“. Die gespielte Nachrichtensendung berichtet von den Schwierigkeiten der Pieten auf dem Weg in die Niederlande. Beispielsweise hat ein Piet die Geschenke verloren, sodass es gemeinsamer Anstrengung der bischöflichen Entourage bedarf, um das Fest für die Kinder zu retten.
In den älteren Darstellungen hatte der Zwarte Piet ein schwarzes Gesicht, große rote Lippen, eine Afrofrisur und goldene Ohrringe. Er war wild, kindlich und unzuverlässig, riss Possen und sprach unbeholfen. Laut einem Kinderlied sagt er: Want ook al ben ik zwart als roet / Ik meen het wel goed (Auch wenn ich schwarz wie Ruß bin, so meine ich es doch gut). Demzufolge musste er sein Gutsein erst behaupten, da vom Äußeren her nicht davon auszugehen war. Später wurde der Zwarte Piet ernsthafter und klüger, als Stütze für den betagten Sinterklaas.

## Ursprung
Der Kult um den Heiligen Nikolaus von Myra ist sehr alt, der niederländische Zwarte Piet lässt sich hingegen bis in die Zeit des Barock zurückverfolgen und wird bspw. 1766 in Pieter Nieuwlands De bespookte Waereld ontspookt neben Figuren wie Poltergeist, Nachtmahr und Klabautermann als Schreckgestalt genannt. Im Alpenraum ist der Krampus als schwarzer, weil dämonischer Knecht des Nikolaus belegt. Dieser Gegensatz schwarz – weiß (Bart des Nikolaus) hat einen vorchristlichen Ursprung: Der (belohnende) gute Geist bezwingt den (strafenden) bösen Geist. Ein Zusammenhang von Krampus mit Zwarte Piet ist nicht belegt.
Der „moderne“ Zwarte Piet stammt vom Lehrer Jan Schenkman. Der niederländische Heilige wohnt laut Schenkman (1850) in Spanien. Möglicherweise stammt das daher, dass sich der niederländische Landesname Spanje auf appeltjes van oranje (goldene Äpfelchen, Apfelsinen) reimt, wie man es im berühmten Lied über Piet Hein findet. Oder es hat damit zu tun, dass die Niederlande im 16. Jahrhundert, seit dem das Kinderfest belegt ist, ebenso wie Spanien zur Habsburgermonarchie gehörte. Auf jeden Fall könnte das Land damit zu tun haben, dass ein Mohr in orientalischer Tracht die Bühne betreten hat, denn in Spanien gab es die knapp 800-jährige Herrschaft der Mauren in al-Andalus. Das Wort moor, das oft für den Zwarte Piet verwendet wird, kann sich sowohl auf einen Schwarzafrikaner als auch auf einen dunkleren Nordafrikaner beziehen.

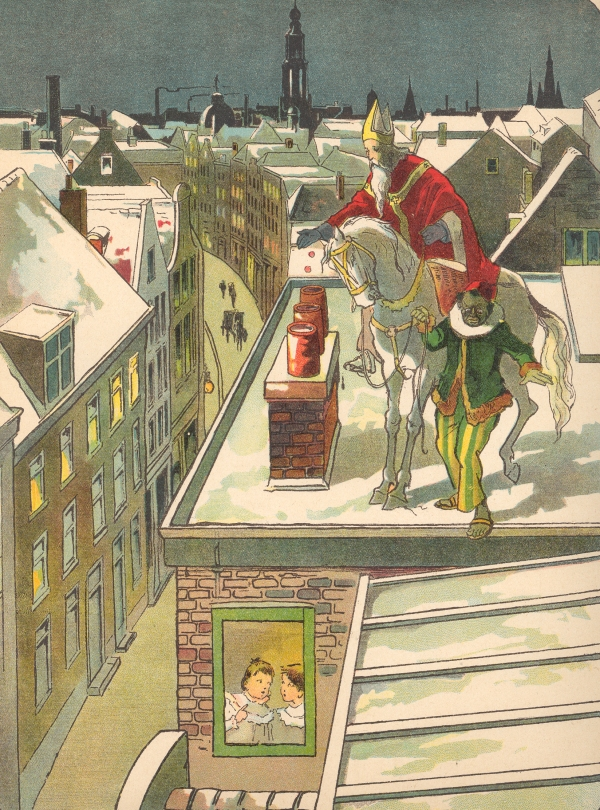
Eine Schenkman-Ausgabe von etwa 1907, mit einem grimmigen Zwarte Piet.

Laut dem Direktor des Rijksmuseum gibt es aus dem Jahre 1520 ein Gemälde über den Hof von Kaiser Karl V. Ein stolzer schwarzer Mann habe darauf bereits die Attribute, wie sie später vom Zwarte Piet her bekannt wurden. Sinterklaas hatte jedoch zunächst noch keine Begleitung, erst 1850 bildete Schenkman ihn in seinem Bilderbuch mit einem namenlosen schwarzen Diener ab. In einer späteren Ausgabe von 1858 hat dieser eine Pagen-Uniform mit Puffhose und Barett an. Schenkman hat den knecht zwar nicht erfunden, da es Hinweise auf eine frühere Verwendung gibt, aber kanonisiert, so das Meertens Instituut für Volkskunde. Ein Bezug zur Sklaverei, wie es sie damals noch in den niederländischen Kolonien gab, kann zwar nicht belegt werden, doch könnten die stereotypisierenden Abbildungen durchaus durch den damaligen Diskurs über Kolonialismus und Sklaverei geprägt sein. Den Namen Pieter gibt es seit 1859, erst um 1900 bürgerte sich der Name Zwarte Piet ein.
Ein Bezug zu den schwarzen Raben von Wotan ist hingegen eher auszuschließen, ebenso wie der Vergleich des durch die Luft reitenden Wotan mit dem über die Dächer reitenden Sinterklaas eher oberflächlich ist. Auch ist Zwarte Piet nicht schwarz durch Ruß, denn schwarz ist er bereits bei der Ankunft mit dem Boot aus Spanien und nicht erst, nachdem er die Geschenke durch die Schornsteine abgeliefert hat.

## Kontroverse

### Vereinzelter Protest

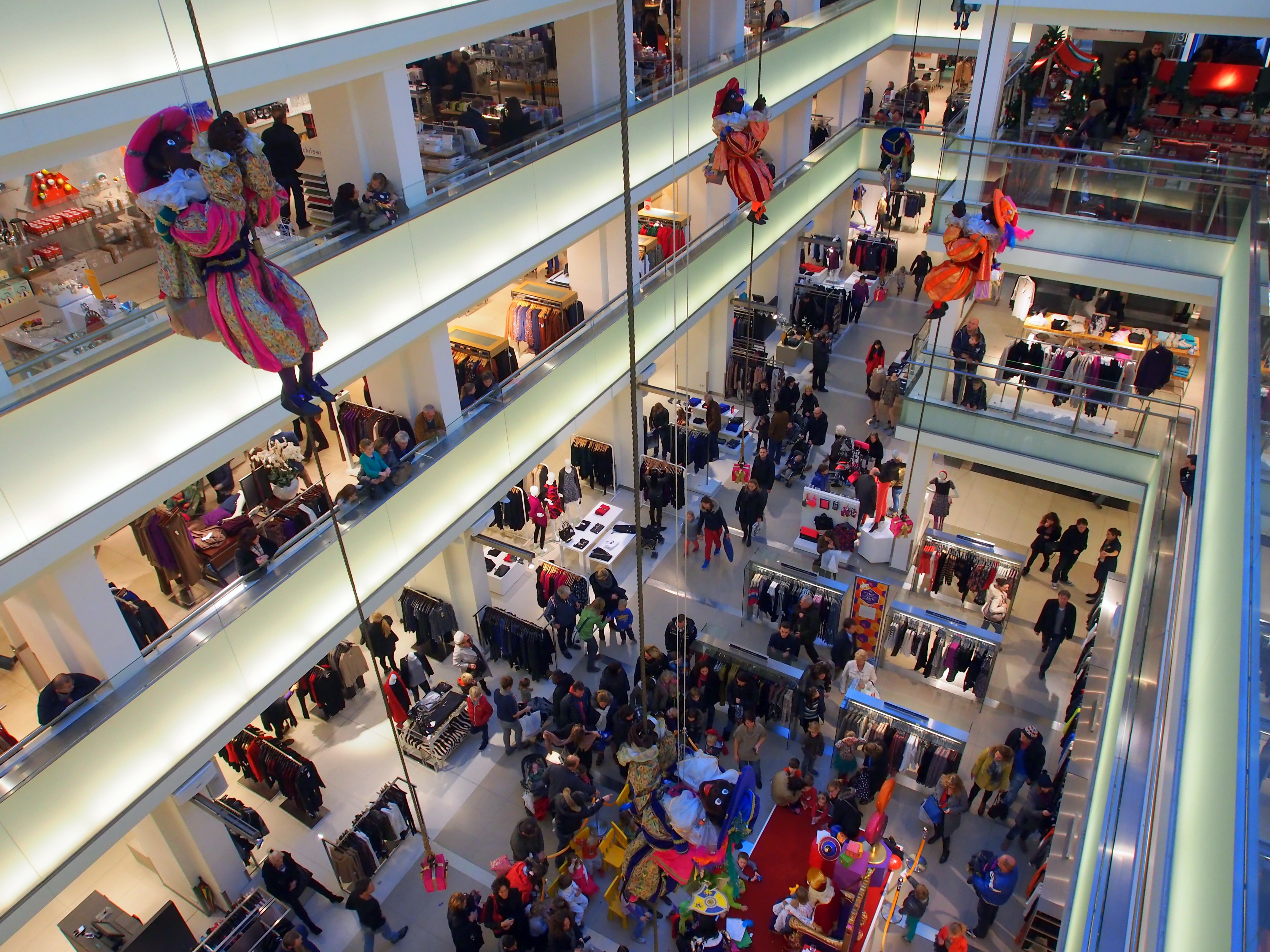
Puppen in einem Amsterdamer Kaufhaus, November 2012

Seit etwa den 1970er-Jahren hat es immer wieder Klagen über den Zwarte Piet gegeben, da dieser mit seinem Äußeren und Verhalten an einen ungebildeten Schwarzen erinnere und daher rassistisch sei.
Beispielsweise sagte 1987 eine schwarze Niederländerin in der Kindersendung Sesamstraat, dass sie die Tradition nicht möge, weil zur Sinterklaaszeit Schwarze als Zwarte Piet angesprochen werden würden.
Im Jahre 2011 wollten zwei schwarze Niederländer beim Einzug des Sinterklaas ein Transparent „Nederland kan beter“ („Die Niederlande können es besser“) hochhalten. Als die Polizei dies untersagte, folgten sie der Anweisung, ließen aber ihre T-Shirts mit der Aufschrift „Zwarte Piet is racisme“ sehen. Dies wollten die Polizisten als nicht genehmigte Demonstration verbieten, die beiden Betroffenen folgten der Anweisung nicht. Folglich kam es zu einem Handgemenge und einer Festnahme. Die beiden wurden mit einer Buße von 140 Euro belegt.
EenVandaag vom öffentlich-rechtlichen Rundfunk sammelte im Jahr 2013 Äußerungen von dunkelhäutigen Niederländern (oft surinamischer oder karibischer Abstammung). Viele sagten, sie hätten als Kind ein schönes Sinterklaasfest erlebt, dem stünden aber auch Erinnerungen von Diskriminierung und Mobbing gegenüber. Sowohl Erwachsene als auch Kinder hätten „Witze“ gemacht, ob das dunkelhäutige Kind zu früh ins Land gekommen sei oder das Boot (zurück nach Spanien) verpasst habe. Wenn sie etwas dagegen gesagt hätten, seien sie auf Unverständnis gestoßen. Daher hätten sie gelernt, sich anzupassen. Als Erwachsene würden viele Sinterklaas feiern, einige aber vermieden die Feierlichkeiten so weit wie möglich. Das Fest solle zwar nicht abgeschafft, aber der Knecht an die heutige Zeit angepasst werden.

### Vorwürfe 2013

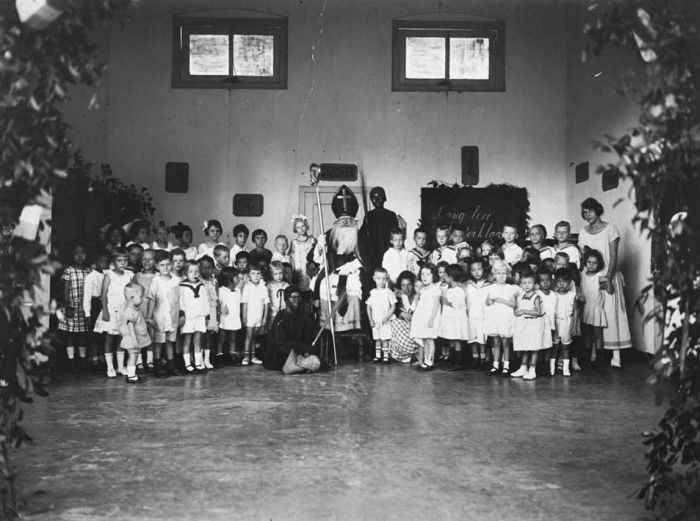
Sinterklaas mit zwei Zwarte Pieten in der niederländischen Kolonie Ostindien, erste Hälfte 1930er-Jahre

Im Oktober 2013 kam es in den Niederlanden zu einem landesweiten Protest, als eine jamaikanische Professorin für Sozialgeschichte meinte, die Niederlande müssten den Zwarte Piet abschaffen. Verene Shepherd gehört seit 2008 zu einer vierköpfigen Arbeitsgruppe Working Group of Experts on People of African Descent bei dem Hohen Kommissar der Vereinten Nationen für Menschenrechte (UNHCHR), die auf Missstände auf dem Gebiet der Menschenrechte aufmerksam macht. Im Januar 2013 hatte die Gruppe die niederländische Regierung um Aufklärung über das Sinterklaasfest gebeten. Der Zwarte Piet halte ein Stereotyp aufrecht, das Menschen afrikanischer Herkunft als zweitklassigen Bürger darstelle und Rassismus wecke. Die Gruppe schrieb auch, dass sie gehört habe, dass Sinterklaas und Zwarte Piet der UNESCO als immaterielles Kulturerbe der Niederlande vorgeschlagen werden solle. Letzteres, so erklärte ein Vertreter der Regierung im Juli, stimme aber nicht.
Shepherd sagte in einem Interview mit einer niederländischen Zeitung:

„Als schwarze Person empfinde ich, dass, wenn ich in den Niederlanden wohnen würde, ich mich dagegen wehren würde. Als Mitglied der Forschungsgruppe bin ich verpflichtet, mehr Forschung zu betreiben, aber als schwarze Person würde ich mich bestimmt zur Wehr setzen. [...] Wir untersuchen, ob die Information, die wir erhalten haben, stimmt. Wenn nicht, dann ändern wir unseren Standpunkt. Aber die Klagen, die wir erhalten, weisen auf Rassismus und eine Rückkehr zur Sklaverei hin. Das untersuchen wir.“

Ihrer Meinung nach solle das Sinterklaasfest 2013 zum letzten Mal stattfinden, ein einziger Santa Claus sei doch ausreichend (statt sowohl Nikolaus am 6. Dezember und den Weihnachtsmann am 24. zu haben). Sie wolle die Frage in der UN-Vollversammlung behandelt sehen.

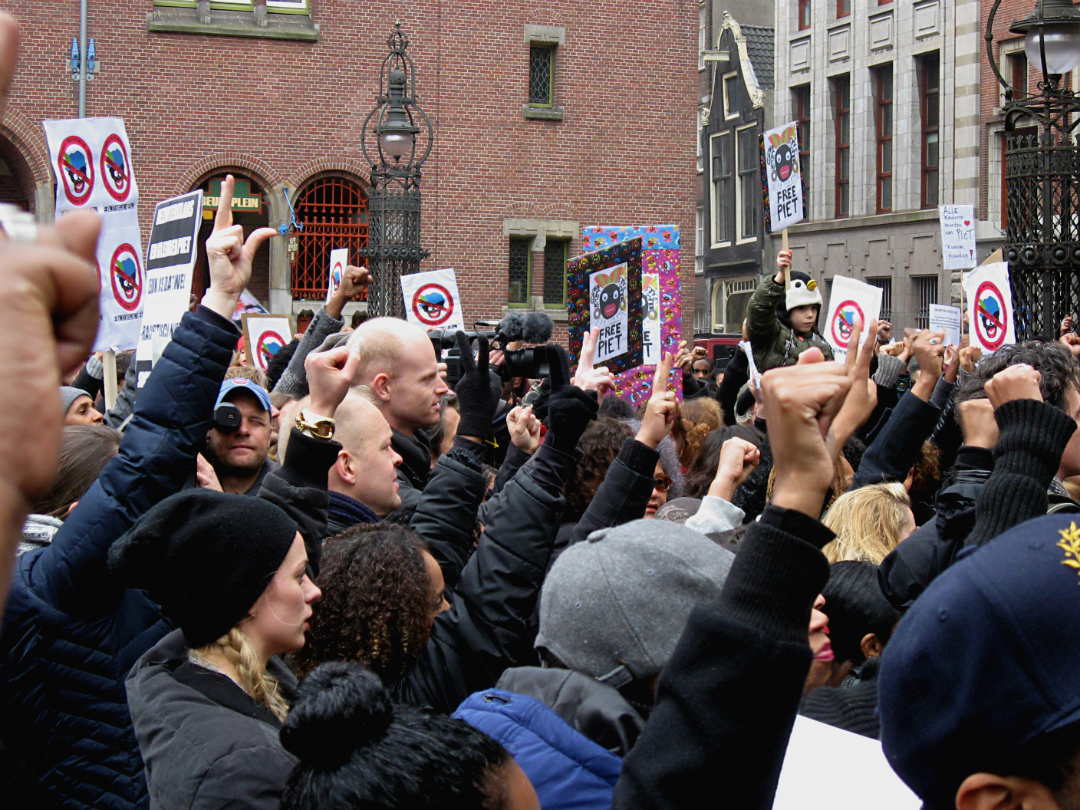
"Pietprotest", eine Demonstration gegen den Zwarte Piet, Amsterdam im November 2013

Der belgische UNESCO-Vertreter Marc Jacobs antwortete einige Tage nach dem Medienaufruhr, dass die Arbeitsgruppe nicht im Namen der Vereinten Nationen oder der UNESCO sprechen könne. Er nannte die Arbeitsgruppe inkompetent, und ihre quasioffizielle Anfrage solle nicht ernst genommen werden. Das Instrument des immateriellen Kulturerbes werde missbraucht. Eine Delegation der Zweiten Kammer des niederländischen Parlamentes, die sich in New York befand, wollte mit der Sozialhistorikerin sprechen und ihr das Sinterklaasfest erläutern.
Eine niederländische Online-Zeitung stellte einen Zusammenhang zwischen der Debatte und der Entschädigungsfrage für die Nachkommen von Sklaven her. Seit Jahrzehnten verlangen karibische Länder eine Art von Entschädigung durch diejenigen Länder, die am meisten vom Sklavenhandel profitiert haben. Im Sommer 2013 formulierten die Regierungschefs 14 karibischer Länder in Miami eine entsprechende Forderung an Großbritannien, Frankreich und die Niederlande.
Die Hochschullehrerin Verene Shepherd aus Jamaika sei eine der treibenden Kräfte hinter dem „Schlachtplan“ dieser 14 Länder.

#### Zustimmung oder vermittelnde Positionen

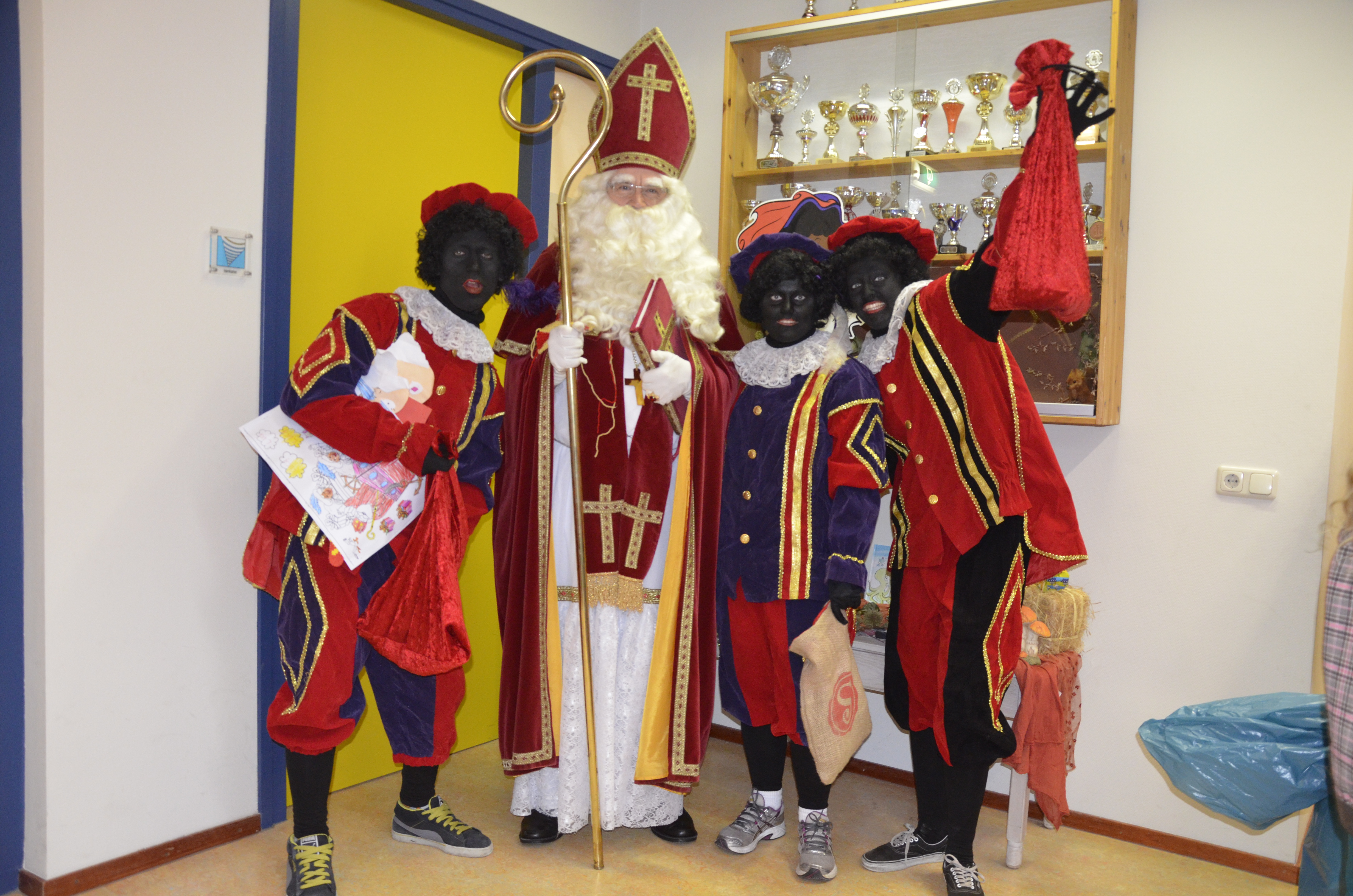
Sinterklaas mit Zwarte Pieten in einer Grundschule in Emmen, 2012

Manche Stimmen haben bei der Gelegenheit in Frage gestellt, wie der Zwarte Piet dargestellt wird. Peter Jan Magry, Professor für Ethnologie in Amsterdam, sagte dem Algemeen Dagblad am 24. Oktober 2013:

„Weil das Sinterklaasfest dem Niederländer beinahe in den Genen sitzt, haben wir Scheuklappen gehabt mit Blick darauf, was das Erscheinungsbild des Zwarte Piet betrifft. Pieterbaas hat sich in den letzten Jahrzehnten durchaus von einem dummen Buhmann in einen schlauen Kinderfreund verwandelt, aber er ist immer noch mit Kraushaar, Puffhose, roten Lippen und großen Ohrringen ausgestattet. Für Außenstehende ist er ein schwarzes Stereotyp, das als rassistisch erfahren wird.“

Kulturelle Traditionen müssten gründlich verstanden werden, anstatt sofort eine Meinung zu ventilieren. Aber das Äußere des Zwarte Piet habe sich tatsächlich unzureichend mit der Gesellschaft verändert. Vom Knecht sei er zum Freund des Sinterklaas geworden, habe keine Rute mehr, spreche nicht mehr in krummen Sätzen und sei kein dummer Grimassenschneider mehr. Aber es müsse sich ändern, dass er immer noch so aussehe, wie ein Weißer sich 1858 einen Schwarzen vorgestellt hat.
Einige Organisatoren und Politiker haben sich teilweise ebenfalls in diese Richtung bewegt oder zumindest Verständnis geäußert. Wenn sich die Meinung im Volke langsam wandele, so würden auch Organisatoren und Kaufhäuser mitgehen. Der rechtsliberale Ministerpräsident Mark Rutte sagte, er könne wohl kaum die Farbe des Piet verändern, während Innenminister Ronald Plasterk (Sozialdemokraten) sagte, dass es den Kindern nicht weniger Spaß machen würde, wenn künftig zwischen den schwarzen auch ein paar grüne oder blaue Pieten mitliefen.
Auf der Karibik-Insel Bonaire, die seit 2010 den Status einer besonderen niederländischen Gemeinde hat, wird ebenfalls Sinterklaas gefeiert. Meist dunkelhäutige Bewohner schminken sich entsprechend schwarz oder braun für ihren Auftritt als Zwarte Piet, der Sinterklaas schminkt sich weiß. Wegen des Andrangs müsse man die Kandidaten vorsprechen lassen, sagte der Sinterklaas-Koordinator eines Jugendzentrums, Rassismus-Vorwürfe habe es nie gegeben. Auf der Nachbarinsel Curaçao hingegen gab es 2011 eine Diskussion, die dazu führte, dass die Zwarte Pieten in anderen Farben angemalt wurden. Den Kindern wurde erklärt, das Boot sei durch einen Regenbogen gefahren. Ein Mitarbeiter des Jugendzentrums in Bonaire erklärte, der Zwarte Piet habe seine Farbe vom Ruß des Schornsteins. Einwohner von Bonaire würden sich nicht gern an die Sklavenvergangenheit erinnern, sie sähen sich lieber als Abkömmlinge von Indianern.

#### Negative Reaktionen
In der breiten Bevölkerung ist eine massive Protestwelle mit besonders heftiger Emotionalität entstanden. Laut einer Umfrage wollen 92 Prozent der Befragten Zwarte Piet behalten, eine Facebook-Unterstützerseite namens Pietitie (Kofferwort aus Piet und petitie, niederländisch für Petition) erhielt innerhalb von zwei Tagen 2 Millionen Likes. Es wird berichtet, dass themenbezogene Tätowierungen schlagartig zugenommen hätten.

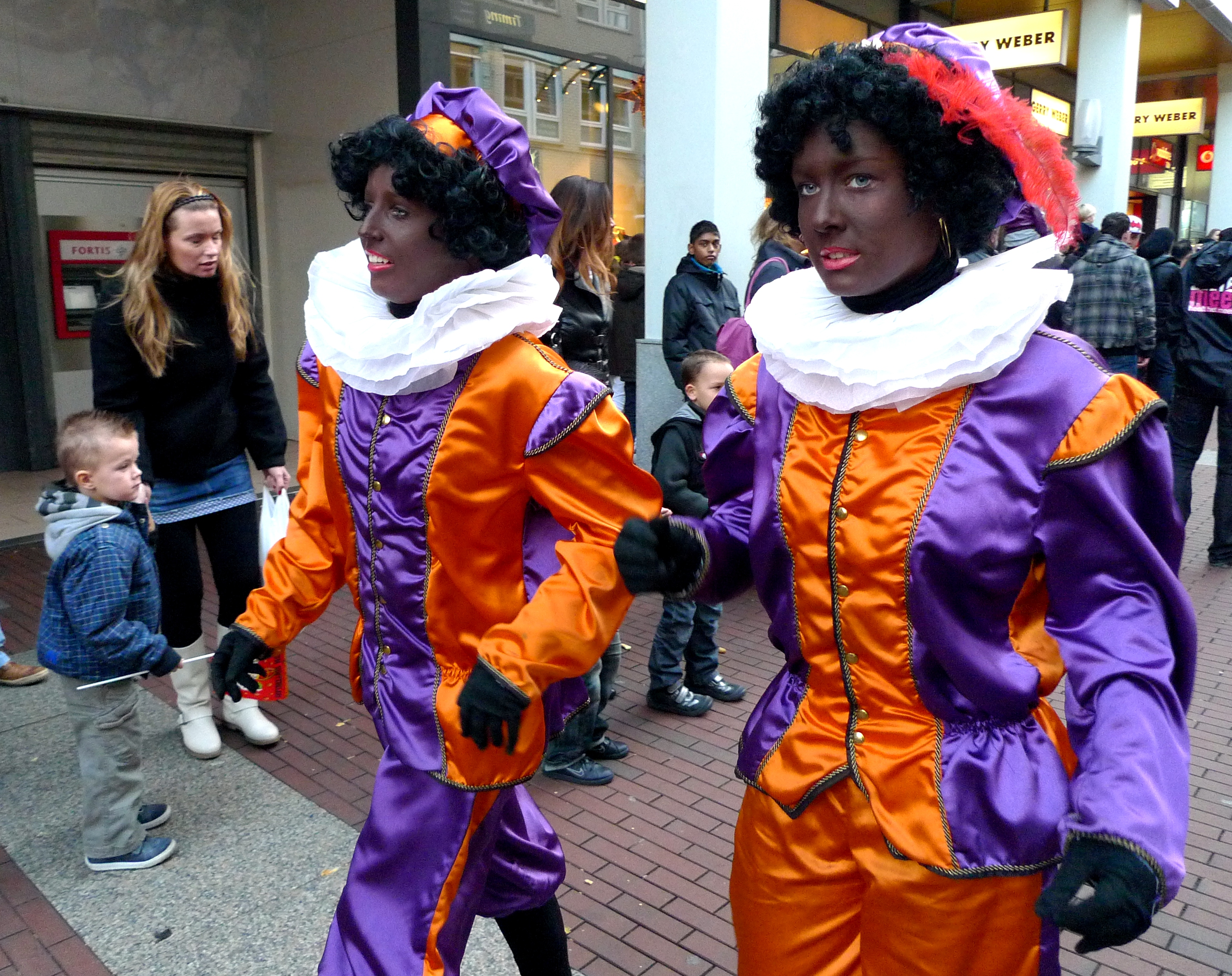
Zwei verkleidete Mädchen, 2009 in Zoetermeer

Geert Wilders von der rechtspopulistischen Partij voor de Vrijheid schlug per Twitter vor, die Vereinten Nationen statt des Sinterklaasfestes abzuschaffen. Die UN beklagten, dass Mitglieder der ehrenamtlich tätigen Menschenrechtsgruppe belästigt, eingeschüchtert und in ihrer persönlichen Integrität angegriffen worden seien. Die volkstümliche niederländische Zeitung De Telegraaf nannte Shepherd, die unerreichbar sei, einen zeurpiet ('Meckerfritzen').
In Groningen wollte eine Stiftung, die das Fest für Unterschichtkinder organisiert, neben schwarzen auch gelbe und grüne Pieten den Sinterklaas begleiten lassen. Davon sah sie wieder ab, als sie Morddrohungen erhielt sowie Beschuldigungen, die Stiftung verhalte sich wie Landesverräter im Zweiten Weltkrieg oder Anhänger der Nationaal-Socialistische Beweging. Die Chefredakteurin zweier Kinderzeitschriften sagte, die Diskussion spiele sich nur unter Erwachsenen ab und ihre Zeitschrift für Grundschüler würde nicht darüber berichten. Denn sonst müsse man sogleich verraten, dass es sich nur um Männer in Kostümen handelt. Kinder seien konservativ, sie wollten, dass alles so bleibt, wie sie es gewohnt sind.
Am 26. Oktober 2013 haben laut Polizeiangaben 500 Menschen gewaltlos auf dem Malieveld in Den Haag für den Zwarte Piet demonstriert. Angestoßen hatte das Ereignis eine Sechzehnjährige. Während der Demonstration wurden Facebook-Petitionen dem PVV-Parlamentarier Joram van Klaveren überreicht, der sie in die Zweite Kammer mitnehmen wolle. Eine schwarze Frau protestierte am Rande der Demonstration gegen die UN wegen deren Rolle bei der Übertragung der ehemaligen niederländischen Kolonie Niederländisch-Neuguinea an Indonesien 1969, die durch eine umstrittene Abstimmung (Act of Free Choice) gerechtfertigt wurde. Die Frau wurde versehentlich für eine Zwarte-Piet-Gegnerin gehalten und von Demonstranten bedrängt und beschimpft („hau ab in Dein eigenes Land“). Die Polizei brachte die Frau in Sicherheit.
Die Literaturwissenschaftlerin Marleen de Vries schrieb am 24. Oktober in der Zeitung de Volkskrant, die Figur des „Zwarte Piet“ sei schon immer wandlungsfähig gewesen. Sie führt den schwarzen Mann auf die Mauren zurück, die durch die Eroberung Spaniens (ab 711; Aufgabe der letzten Festung 1492) früh und jahrhundertelang auf dem europäischen Kontinent präsent waren. Mohren in Verbindung mit einem Bischof sind seit dem späten Mittelalter bekannt. De Vries sieht das Vorbild für den „Zwarte Piet“ in den Sarazenen, die gefürchtet waren. Sie bezeichnet die Darstellung des Mohren als Teil der europäischen Kulturgeschichte seit 700 Jahren. Der Hinweis auf die Sklaverei führt nach Ansicht von de Vries in die Irre.

### UN und niederländische UNESCO-Liste
Unabhängig von Verene Shepherds Gruppe wurde das Sinterklaasfest auch mit Blick darauf untersucht, ob es auf eine UNESCO-Liste für immaterielles Kulturgut gehört. Im Frühsommer hatte die Sint Nicolaasgenootschap um die Aufnahme des Festes in diese Liste gebeten. Befasst damit war das Kenniscentrum Immaterieel Erfgoed Nederland.
Die Direktorin des Zentrums sagte in der Behandlung der Anfrage, dass sie die Anfrage begrüße, äußerte sich aber besorgt, dass die Diskussion über den Zwarte Piet wieder aufleben könnte und fragte, wie die Genossenschaft mit der Frage umgehen wolle. Die Sint Nicolaasgenootschap wiederum weigert sich, Änderungen vorzunehmen.
Im Jahr 2015 sprach der UN-Ausschuss gegen Rassendiskriminierung eine Empfehlung aus. Die niederländische Regierung möge sich aktiv dafür einsetzen, dass negative Stereotype rund um den Zwarte Piet verbannt werden. Es ginge etwa um Merkmale, die an die Sklaverei-Vergangenheit erinnerten. Die niederländische Delegation verstehe den Schmerz und sei für Dialog, lehnte es aber ab, dass die Regierung das Aussehen des Piet festlegt oder den Piet verbietet.

## Autobahn-Blockade 2017
Am 18. November 2017 fuhren Demonstranten in Bussen in die Provinz Friesland. Sie wollten beim Sinterklaasintocht in Dokkum gegen Zwarte Piet und Rassismus demonstrieren. Dazu hatten sie die Erlaubnis der Gemeinde. Auf der Autobahn A7 bei Joure wurden sie gestoppt: Aktivisten, die sich für den Zwarte Piet einsetzten, blockierten mit Autos die Autobahn und bedrohten die Demonstranten. Unter Polizeibegleitung fuhren die Anti-Piet-Demonstranten wieder zurück, während der Bürgermeister den Anti-Piet-Protest verbot, aus Sorge um Chaos beim Einzug des Sinterklaas.
In der Folge mussten sich 34 Pro-Zwarte-Piet-Aktivisten für die Blockade vor Gericht verantworten. Am 9. November 2018 erging das Urteil. Die Richter folgten weitgehend der Staatsanwaltschaft. Die Aktivisten haben eine Demonstration verhindert und damit das Recht der Demonstranten auf freie Meinungsäußerung beschnitten. Außerdem wurde der Verkehr in erheblicher Weise gefährdet. Die meisten Pro-Aktivisten erhielten 120 Sozialstunden. Die Rädelsführerin Jenny Douwes erhielt 240 Sozialstunden sowie einen Monat Gefängnis auf Bewährung. Mit Crowdfunding sammeln sie Geld für eine Berufung.

## Jüngere Entwicklungen
Das Algemeen Dagblad berichtete im November 2017, dass der TV-Moderator Humberto Tan seit anderthalb Jahren beschützt werden muss. Grund dafür waren seine Äußerungen gegen den Zwarte Piet. Der Moderator hatte sich mit Sylvana Simons von der DENK-Partei solidarisiert, die ebenfalls Morddrohungen erhalten hatte und beschützt werden muss. Dieselbe Zeitung rief im selben Monat einen Sinterklaasbestand aus, eine Art Waffenstillstand im Interesse der Kinder: Während Sinterklaas sich in den Niederlanden befindet, solle man darüber nicht diskutieren. Dem Aufruf schlossen sich die Politiker Mark Rutte, Jan Terlouw, Erica Terpstra, Lodewijk Asscher, der ehemalige Sinterklaas-Darsteller Bram van der Vlugt sowie Sänger, Kabarettisten und andere bekannte Niederländer an.
Niederländische Zeitungen berichteten 2018 von einer anhaltenden Polarisierung der Debatte, mit Demonstranten für oder gegen den traditionellen Zwarte Piet. Die Mehrheitsgesellschaft lehnt den Radikalismus der gewaltbereiten Zwarte-Piet-Anhänger ab und ist Veränderungen gegenüber aufgeschlossener geworden. Mittlerweile gibt es ein Nebeneinander von Pieten mit vollständiger Gesichtsbemalung und solchen, in deren Gesicht einzelne schwarze Striche vorkommen, die als Rußreste interpretiert werden können. 
Die Volkskrant beschrieb, wie manche Kinder sich die Veränderungen erklären: Die Pieten seien fauler als früher, da sie nicht mehr so viele Pakete durch Schornsteine transportieren und daher nicht mehr so schwarz seien. Kinder würden Pieten durch das Kostüm als Zwarte Pieten erkennen und auch so nennen, selbst wenn sie gar keine Gesichtsbemalung tragen. Eine Studie der Universität Leiden ergab bereits 2015, dass Kinder im Alter von 5 bis 7 Jahren den Zwarte Piet als klug, freundlich und bedeutsam empfinden und ihn eher mit einem Clown assoziieren als mit schwarzen Menschen.
Während der deutsche Hersteller Playmobil 2018 noch ein Set mit Zwarte Pieten mit dunkler Hautfarbe angeboten hat, boten nur noch die Supertmarktketten Jumbo und Albert Heijn Zwarte Pieten als Schokolade-Figuren an. AH vermeldete, dass der Piet seit ein paar Jahren angepasst sei und keine Ohrringe und rote Lippen mehr habe. Die übrigen Supermärkte hatten nur noch Ruß-Piete im Angebot oder gar keine mehr, oder der Ruß-Piet erschien nur auf Reklametafeln. In einigen AH-Filialen haben Unbekannte die Köpfe von Schokoladen-Zwarte-Pieten mit dem Daumen eingedrückt.
Beim Einzug des Sinterklaas kam es im November 2018 in verschiedenen Städten zu Unruhen. Dabei haben nach Angaben der Polizei die Aktivisten von Kick Out Zwarte Piet friedlich demonstriert und sich an die Regeln gehalten. In Eindhoven und Rotterdam beispielsweise wurden sie jedoch von Pro-Zwarte-Piet-Demonstranten umlagert und beschimpft. Dabei wurde mit Eiern oder Bierflaschen geworfen. Der Bürgermeister von Eindhoven, der Rechtsliberale John Jorritsma, sprach vom sehr intimidierenden Verhalten einer großen Gruppe von aggressiven und nicht angemeldeten Hooligans. Zu ähnlichen Ausschreitungen kam es 2022 in Staphorst gegen Kick Out Zwarte Piet, deren Demonstration letztlich vom Bürgermeister abgesagt wurde, und Amnesty International.

## Belege
1. 1 2 3 4 5  Piet en Sint – veelgestelde vragen. Meertens Instituut, 2013, abgerufen am 25. Oktober 2013 (niederländisch).
2. ↑  Willem van der Hoeven: Stryd van Bacchus tegen de Indiaanen. Boertig Heldendicht. Fredrik Helm, Amsterdam 1710, S. 7.
3. ↑  Pieter Nieuwland: De bespookte Waereld ontspookt. De Duivel geroskamt, en het Euangelie van den Spinnerok weerlegt. Amsterdam 1766, S. 30.
4. 1 2 3  Het slavernijverleden van Zwarte Piet. In: nieuwsuur.nl. NOS / NTR, 23. Oktober 2013, archiviert vom Original am 26. Oktober 2013; abgerufen am 25. Oktober 2013 (niederländisch).
5. ↑  NRC.nl: In 1987 legde Gerda het al uit aan Pino: Zwarte Piet is 'helemaal niet leuk', Abruf am 24. Oktober 2013.
6. ↑  John Helsloot: Zwarte Piet and Cultural Phasia in the Netherlands, Abruf am 12. April 2016.
7. ↑  EenVandaag opiniepanel: 'Heb je de pakjesboot gemist?' (Memento vom 15. März 2017 im Internet Archive), Abruf am 24. Oktober 2013.
8. 1 2  Verenigde Naties: vrijwilliger Shepherd sprak niet namens VN over Zwarte Piet. de Volkskrant, 24. Oktober 2013, abgerufen am 24. Oktober 2013 (niederländisch).
9. ↑  Volkskrant.nl: Hooft VN-onderzoek: Zwarte Piet is terugkeer slavernij, Abruf am 24. Oktober 2013.
10. 1 2 3  'Zwarte Piet terugkeer naar slavernij en moet stoppen'. In: EenVandaag.nl. AVROTROS, 22. Oktober 2013, abgerufen am 24. Oktober 2013 (niederländisch).
11. ↑  www.dailymail.co.uk: 14 Caribbean nations sue Britain, Holland and France for slavery reparations that could cost hundreds of billions of pounds 10. Oktober 2013
12. 1 2  Hoogleraar over Zwarte Piet: We hebben oogkleppen op. AD, 24. Oktober 2013, abgerufen am 24. Oktober 2013 (niederländisch).
13. ↑  Volkskrant.nl: Doodsbedreigingen om plan 'Groene Piet', Abruf am 24. Oktober 2013.
14. ↑  NU.nl: Plasterk is voorstander van metamorfose Zwarte Piet, Abruf am 24. Oktober 2013.
15. ↑  Trouw.nl: Op Bonaire schminkt de Sint zijn huid elk jaar gewoon wit, Aufruf am 25. Oktober 2013.
16. ↑  Volkskrant.nl: Doodsbedreigingen om plan 'Groene Piet', Abruf am 24. Oktober 2013.
17. ↑  RTL NH: De Zwarte Piet-tattoos zijn niet aan te slepen, Abruf am 25. Oktober 2013.
18. ↑  NOS.nl: Piet-onderzoekers VN geïntimideerd, Abruf am 25. Oktober 2013.
19. ↑  Telegraaf.nl: Zeurpiet Shepherd onbereikbaar, Abruf am 25. Oktober 2013.
20. ↑  Volkskrant.nl: Doodsbedreigingen om plan 'Groene Piet', Abruf am 24. Oktober 2013.
21. ↑  NOS.nl: Pietenprotest op Malieveld, Abruf am 26. Oktober 2013.
22. ↑  Elsevier.nl: Ophef om racisme op Zwarte Piet-demonstratie (Memento vom 29. Oktober 2013 im Internet Archive), Abruf am 27. Oktober 2013.
23. ↑  volkskrant.nl 24. Oktober 2013, aufgenommen in tagesspiegel.de 28. Oktober 2013
24. 1 2  NRC.nl: Sinterklaasfeest niet op Unesco-lijst vanwege Zwarte Piet, Abruf am 26. Oktober 2013.
25. ↑  NOS.nl: "Geen erfgoedeisen Zwarte Piet", Abruf am 27. Oktober 2013.
26. ↑  VN wil dat negatieve kenmerken Zwarte Piet worden aangepast. In: NU.nl, 28. August 2015, abgerufen am 17. November 2018.
27. ↑  Christiaan Paauwe: 34 verdachten snelwegblokkade anti-Pietdemonstranten voor de rechter. In NRC.nl, 19. April 2018, abgerufen am 17. November 2018.
28. ↑  Friese snelwegblokkeerders willen in hoger beroep, in: NOS, 9. November 2018, abgerufen am 17. November 2018.
29. ↑  "Wij pleiten voor een #Sinterklaasbestand". In: Hart van Nederland, 23. November 2018, abgerufen am 17. November 2018.
30. ↑  Peter de Graaf und Irene de Zwaan: Een Piet die wit is? Voor kinderen geen probleem. De Volkskrant. 16. November 2018, abgerufen am 17. November 2018.
31. ↑  Sybilla Claus und Orkun Akinci: Chocoladepiet moet het ontgelden in de strijd tegen Zwarte Piet. In: Trouw, 16. November 2018, abgerufen am 17. November 2018.
32. ↑  Zes aanhoudingen rond Zwarte Piet-betoging Eindhoven, ook elders onrustig, NOS.nl, 17. November 2018, abgerufen am 19. November 2018.
33. ↑  Tobias Müller: „Zwarte Piet“ in den Niederlanden: Zwischen Brauch und Blackfacing. In: taz.de. 5. Dezember 2022, abgerufen am 7. Dezember 2022.
34. ↑  Schwarzer Piet: Warum Nikolaus' Helfer in den Niederlanden so umstritten ist. In: dw.com. 5. Dezember 2022, abgerufen am 7. Dezember 2022.